# アデイマントス (コリントスの将軍)
アデイマントス（希：Αδείμαντος、ラテン文字転記：Adeimantos、紀元前5世紀、生没年不明）はペルシア戦争時のコリントスの将軍である。
アデイマントスはオキュトスの子で、ペロポネソス戦争初期のコリントスの将軍アリステウスの父である。ヘロドトスの記述では、アデイマントスはペルシア戦争においては終始戦いに反対する臆病な指揮官として現れている。アデイマントスは紀元前480年のアルテミシオンの海戦での指揮官の一人でコリントス艦隊を指揮していたが、エウボイアに留まってペルシア艦隊と戦おうとするテミストクレスに反対して撤退を強固に主張した。しかし、総指揮官のエウリュビアデスと共にテミストクレスによって買収され、海戦に同意した。一方で、テルモピュライの戦いでのギリシア軍の敗退によって陸の防衛線が突破されたのに伴い、ギリシア艦隊は撤退を強いられた。ペルシア軍はアッティカに侵入し、その結果アテナイがペルシア軍による焼き討ちにあった時、サラミス島沖での海戦を主張するテミストクレスにアデイマントスはまたしても反対したが、エウリュビアデスがテミストクレスの海上決戦案を採ったため、サラミスの海戦が起こった。この海戦で臆病風に拭かれたアデイマントスは配下のコリントス船と共に逃げ出した。しかし、謎の船（ヘロドトスによれば神の送ったもの）に説得されて戦場に引き返したものの、その時には戦いは終わっていた。しかし、これはアテナイ人の言い分で、コリントス人の言い分では彼は素晴らしい戦いぶりを示したとされているという。その後の彼については不明である。